# 플레이온
플레이온(Plaion)는 오스트리아의 매체 기업이다. 1994년 프란츠 코흐와 클레멘스 쿤드라티츠가 설립했다. 이 회사는 비디오 게임 배급사 딥 실버, 프라임 매터, 레이븐스코트, 비디오 게임 개발사 워호스 스튜디오, 마일스톤, 영화 배습가 플레이온 픽처스를 운영한다. 플레이온의 모회사가 2018년 2월 스웨덴 지주 회사인 엠브레이서 그룹에 인수되었다.